# Prix Antral
Le Prix Antral a été un prix de peinture décerné par la Ville de Paris en l'honneur du « peintre de la vallée de la Marne », Robert Antral (1895-1939).
Les lauréats du prix recevaient une somme de cent mille francs et une exposition de leurs œuvres était organisée dans les salles du musée d'Art moderne de la ville de Paris dans le palais de Chaillot.

## Principaux lauréats
- 1946 : Guillemette Morand ou 1947 ?
- 1948 :  Claude Schurr
- 1950 : Camille Hilaire
- 1951 : Gaëtan de Rosnay
- 1952 : Bernard Buffet, Michel de Gallard
- 1953 : Jean Jansem
- 1954 :  Gérald Garand
- 1955 : Ginette Lequien
- 1958 : Maurice Boitel
- 1963 : Bernard Conte, Jean-Pierre Pophillat
- 1967 : Michel Pandel
- 1968 : Monique Journod
- 1970 : Georges Hosotte, Solange Tarazi
- 1974 : André Maigret
- 1975 : Pierre Eychart
- 1980 : Alex Berdal
- 1982 : Michèle Battut ou 1984 ?

- ? : Dina Pickard

## Personnalités
- Michel-Henry (1928-2016), artiste peintre et lithographe, fut membre du jury du Prix Antral[1].